# Хакимжанова, Мариям
Мариям Хакимжанова (1906—1995) — народная поэтесса Казахской ССР.

## Биография
Родилась 16 ноября 1906 года в селе Мезгил ныне Костанайского района Костанайской области Казахстана. Являлась потомком Балгожи Жанбуршина и родственницей учёного Шабдена Балгожина.
После окончания школы училась на рабфаке при Казахском педагогическом институте (1931—1932), работала сотрудницей и ответственным секретарём журнала «Әйел теңдігі» (нынешний "Казакстан әйелдері) (1932—1934).
В 1934 году Мариям Хакимжанова с мужем Сергали Бермухамедовым выехала на работу в Оренбургскую область, где работала заведующей отделом районной газеты «Екпінді». Это было сложное время, когда много невинных людей было осуждено. И Сергали Бермухамедов попал в их число. На руках у Мариям Хакимжановой остались: дочь Нуржамал, сын Атымтай, младшие братья мужа Магзум, Сапаргали и престарелый дядя Бейсембай. Спустя двадцать лет, в 1957 году, честное имя чекиста С. Бермухамедова было восстановлено.
Участвовала в работе I съезда Союза писателей СССР, состоявшегося в 1934 году.
В 1935—1937 годах работала заведующей библиотекой в Домбаровском районе Оренбургской области.
В 1939—1948 годах руководила отделом народных акынов Союза писателей Казахстана. В последующие годы работала младшим научным сотрудником Института языкознания и литературы АН КазССР, старшим редактором Республиканской книжной палаты, литературным сотрудником журнала «Жаңа өмір» («Новая жизнь»), старшим редактором Казахского государственного литературного издательства.
Умерла в 1995 году.

## Творчество
Первый сборник стихов «Песни моей тетушки» вышел в 1935 году. В годы Великой Отечественной войны её стихи публиковались на страницах фронтовых и республиканских газет и журналов. В послевоенные годы вышли в свет её книги «Маншук» (1945), «Любовь матери» (1951), «Первая песня» (1958), «Сердце матери» (1958), «Малыш мой — стих мой» (1959), «Душа матери» (1961), «Весна матери» (1963), биографический очерк «Маншук» (1965).
Стихи поэтессы были переведены на русский, узбекский, каракалпакский, кыргызский, китайский, белорусский, армянский и ряд др. языков.

## Награды
- Народный писатель Казахской ССР (1986)[3]
- Орден Трудового Красного Знамени (16 ноября 1984)
- Медаль «За трудовое отличие» (3 января 1959) — за выдающиеся заслуги в развитии казахского искусства и литературы и в связи с декадой казахского искусства и литературы в гор. Москве
- Орден «Знак Почёта»
- Орден «Знак Почёта»
- Медали